# Акт о Дому лордова 1999.
Закон о Дому лордова 1999. (енгл. The House of Lords Act 1999) јесте закон који је усвојио Парламент Уједињеног Краљевства којим је насљедно перство изгубило право чланства у Дому лордова.

## Историјат
Вијековима је Дом лордова у свом саставу имао неколико стотина чланова који су насљеђивали парламентарна мјеста. Прво је власт Дома лордова ограничена у односу на власт Дома комуна усвајањем два закона: Закон о Парламенту 1911. и Закона о Парламенту 1949. Укинут је дотадашњи апсолутни вето, а уведен је суспензивни вето лордова. Такође, Дом лордова не може на дужи период да спријечи усвајање финансијских законских предлога. Усвајањем Акта о доживотном перству 1958. поред насљедног перства установљено је и доживотно. Закон је дозволио и пересама да буду доживотне чланице Дома лордова.
Опозициона Лабуристичка партија се годинама залагала за потпуно укидање неизабраног Дома лордова. Након њене побједе на парламентарним изборима 1997, под вођством Тонија Блера, лабуристи су се почели залагати за реформу Дома лордова.
Доминантну већину у Дому лордова, од краја 19. вијека, имали су конзервативци. Сви лабуристички предлози о реформи горњег дома, током 20. вијека, увијек су одбијани од конзервативних лордова. У првој години лабуристичке Блерове владе, Дом лордова је укупно 38 пута вратио владине законске предлоге. Најупечатљивије петоструко одбијање лордова је било везано за предлог закона о европским парламентарним изборима (енгл. European Elections Bill). Премијер Тони Блер је тада оптужио опозициону Конзервативну партију да користи насљедно перство у обрачуну са демократски изабраним Домом комуна. Због тога је овај законски предлог Блер одлучио да искористи за почетак реформе Дома лордова.

## Законске одредбе
Акт о Дому лордова 1999. у свом првом члану је прописао да нико не може бити члан Дома лордова на основу насљедног перства. Већ у наредном члану предвиђен је изузетак од овог правила. Дозвољено је да се пословником регулише избор 90 насљедних перова који би наставили да буду доживотни чланови. Такође, изузетак су била и два државна великодостојника — лорд велики коморник и гроф маршал.
Закон је малтене преполовио чланство у Дому лордова са 1.330 лордова (октобар 1999) на 669 лордова (март 2000). Број доживотних перова се нагло повећавао од доношења Акта о доживотном перству 1958. (енгл. Life Peerages Act 1958), а овим законом су постали и већина у Дому лордова.
Закон је прописао да се по пословнику врши накнадни избор уколико се упразни једно од насљедних мјеста. Значајна новина је да су насљедни перови добили активно и пасивно бирачко право за Дом комуна уколико нису чланови Дома лордова. Раније су лордови били под уставном забраном да гласају или да се кандидују за народне посланике.

## Избор лордова
Дом лордова је, прије него што је закон одобрен краљевском санкцијом, усвојио пословник којим је одредио начин избора 90 насљедних перова. Било је прописано да се изаберу: 2 лабуристичка пера, 3 либерално-демократска, 28 нестраначких, 42 конзервативна и 15 перова као часништво Дома лордова.
Избори за часништво Дома лордова су били одржани 27. и 28. октобра 1999. док су избори за страначке перове одржани 3. и 4. новембра исте године. Резултати избора су били објављени 29. октобра и 5. новембра. Прописано је да се од новембра 2002. могу одржавати накнадни избори за попуну упражњених мјеста. Била су два накнадна избора 2003, један 2004, четири 2005, по један 2007, 2008. и 2009, два 2010, четири 2011, два 2013, четири 2014. и шест 2015.
Лабуристичка влада је намјеравала предложити закон којим би се уклонили и изабрани насљедни перови из Дома лордова. Године 2009. представљен је Constitutional Reform and Governance Bill који је предвиђао да се престану одржавати накнадни избори како би дошло до постепеног нестајања насљедних мјеста. Међутим, предлог је повучен јер се није могао усвојити прије парламентарних избора 2010.